# Musée d'Art Seikadō-Bunko

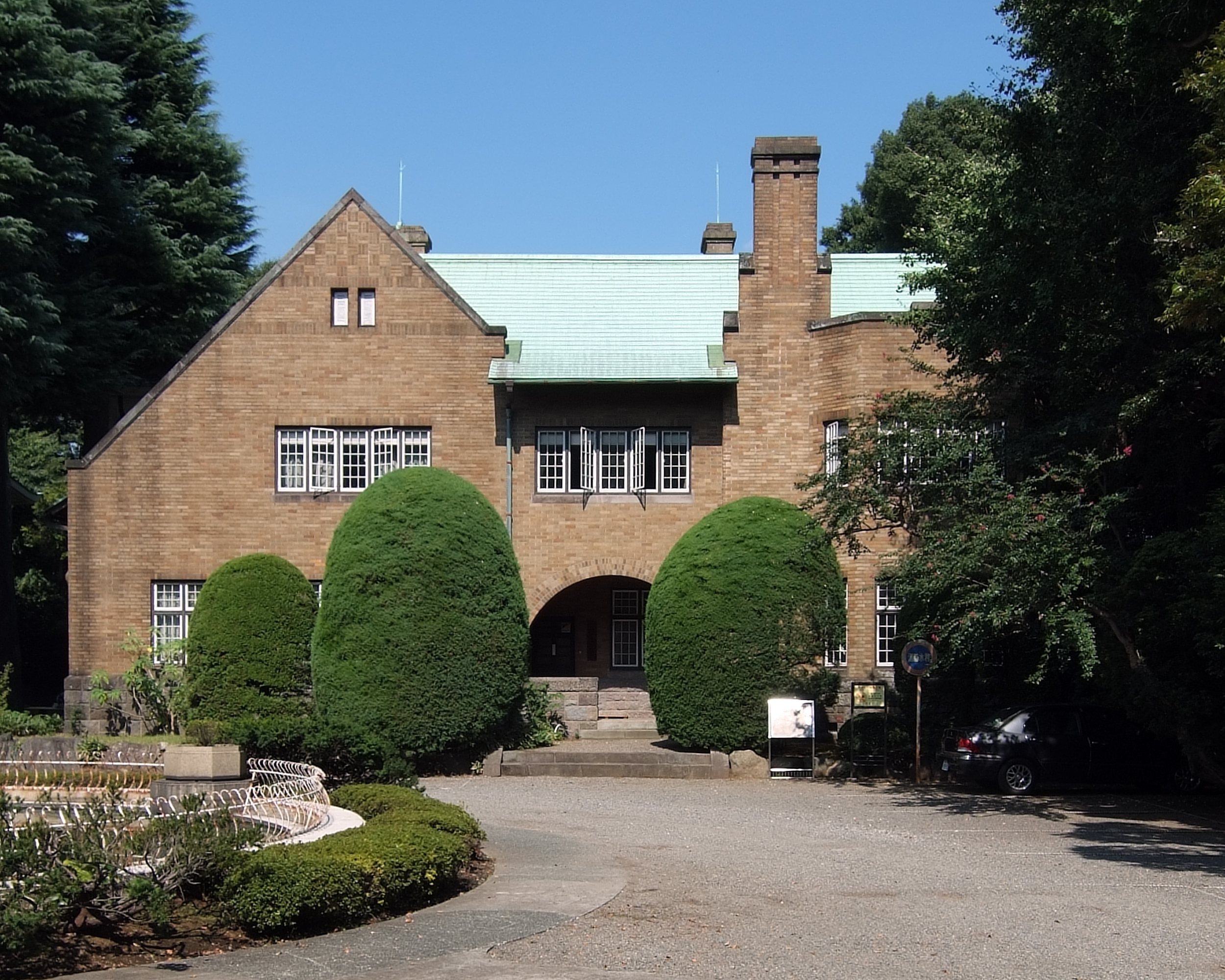
Entrée du musée d'art Seikadō Bunko

Le musée d'art Seikadō Bunko (静嘉堂文庫) est un musée d'art de l'Asie de l'est situé dans l'arrondissement de Setagaya à Tokyo.

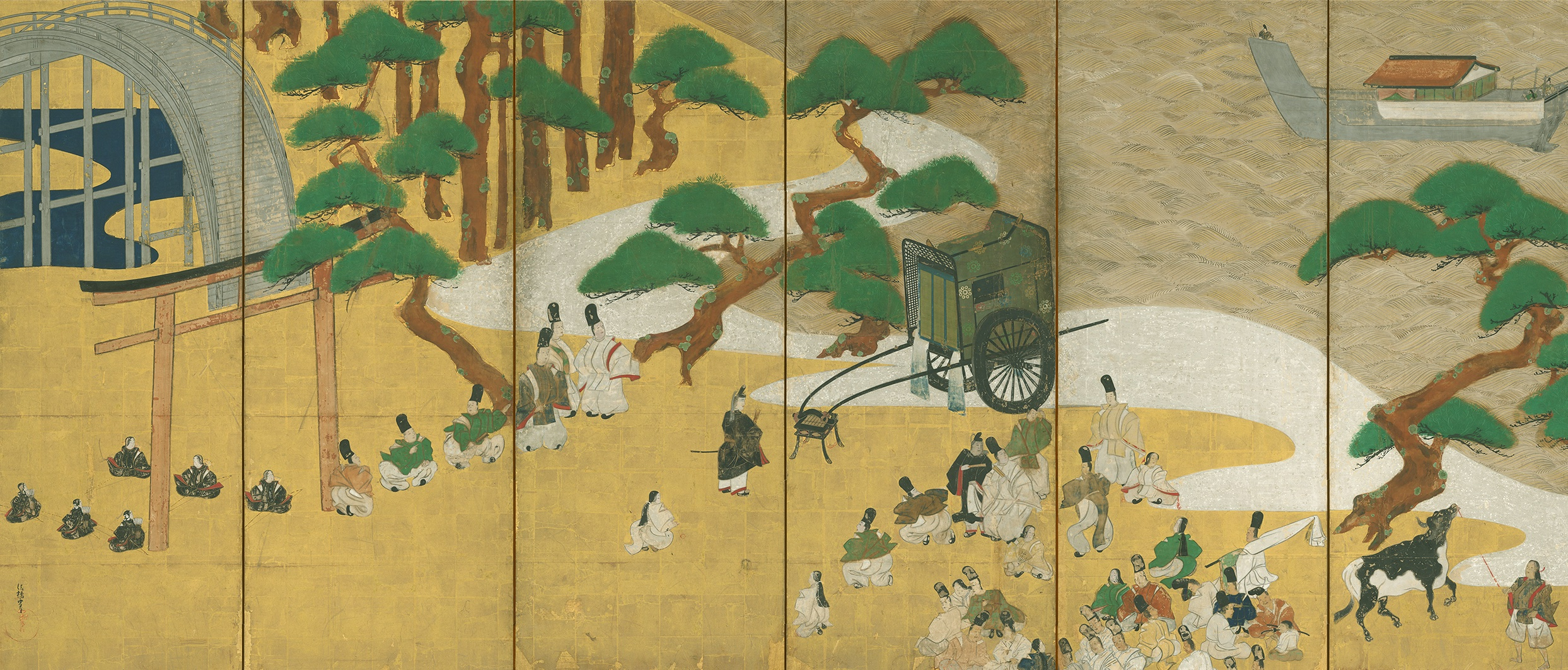
Peinture du chapitre Miotsukushi du Genji mo,ogatari. Un des deux paravents pliable en six (byōbu). Encre et couleurs sur papier sur un fond en feuille d'or. Le paravent est désigné Trésor national du Japon dans la catégorie des peintures.

## Histoire
La collection de base du musée a été créée par Yanosuke Iwasaki (1851-1908), le deuxième président de Mitsubishi dans son ancienne forme. Seikado était le nom de studio de ce chef d'entreprise.
Dans les années 1890, Yanosuke commence à recueillir des œuvres d'art et des manuscrits. Le processus de collecte est poursuivi par son fils, Koyata Iwasaki (1879–1945), quatrième président de Mitsubishi.
En 1940, Koyata créé la Fondation Seikado et ouvre la Bibliothèque Bunko Seikado composée de livres de sa collection personnelle (80 000 volumes japonais et 120 000 volumes chinois).
En 1992, à l'occasion du centenaire de la fondation de la collection Seikado, les galeries de ce musée sont ouvertes au public.

## Collection
Le musée d'art Seikado Bunko abrite 6 500 livres, œuvres d'art et autres trésors culturels. Le musée possède une importante collection permanente et une partie seulement de celle-ci est exposée à un moment donné.

## Galerie

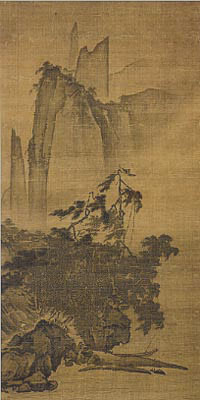
Vent et pluie. Ma Yuan
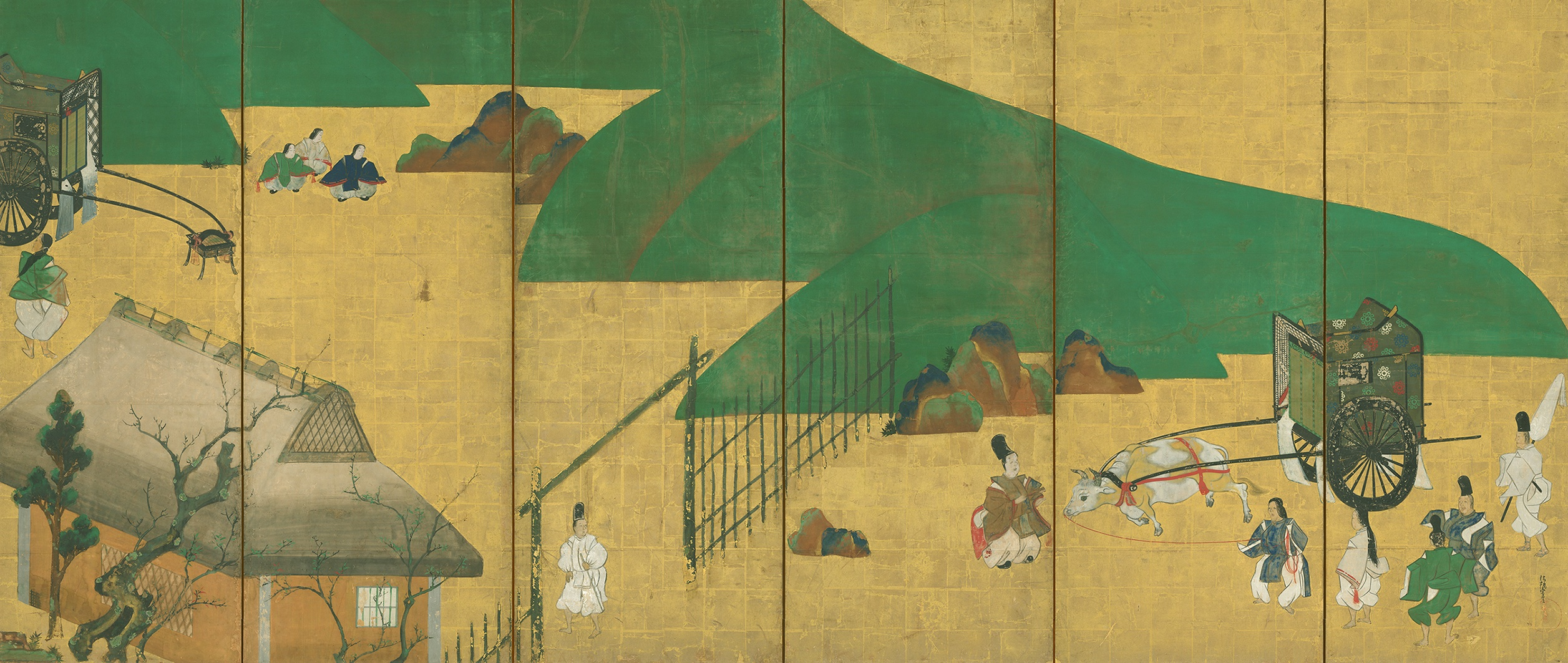
Paravent du Dit du Genji.  Tawaraya Sōtatsu
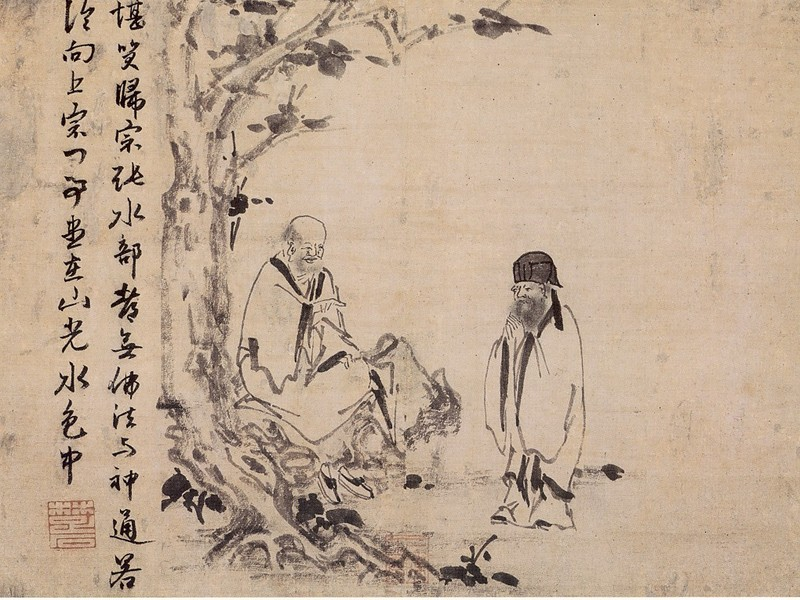
Segment isolé des Actes des Maîtres Zen : Le prêtre Zhichang
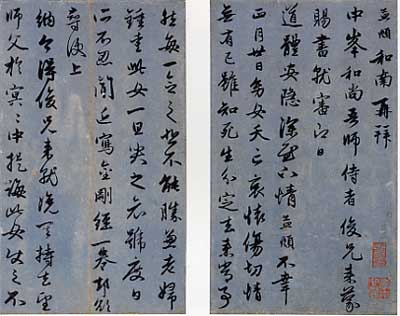
Lettre à Zhongfeng Mingben
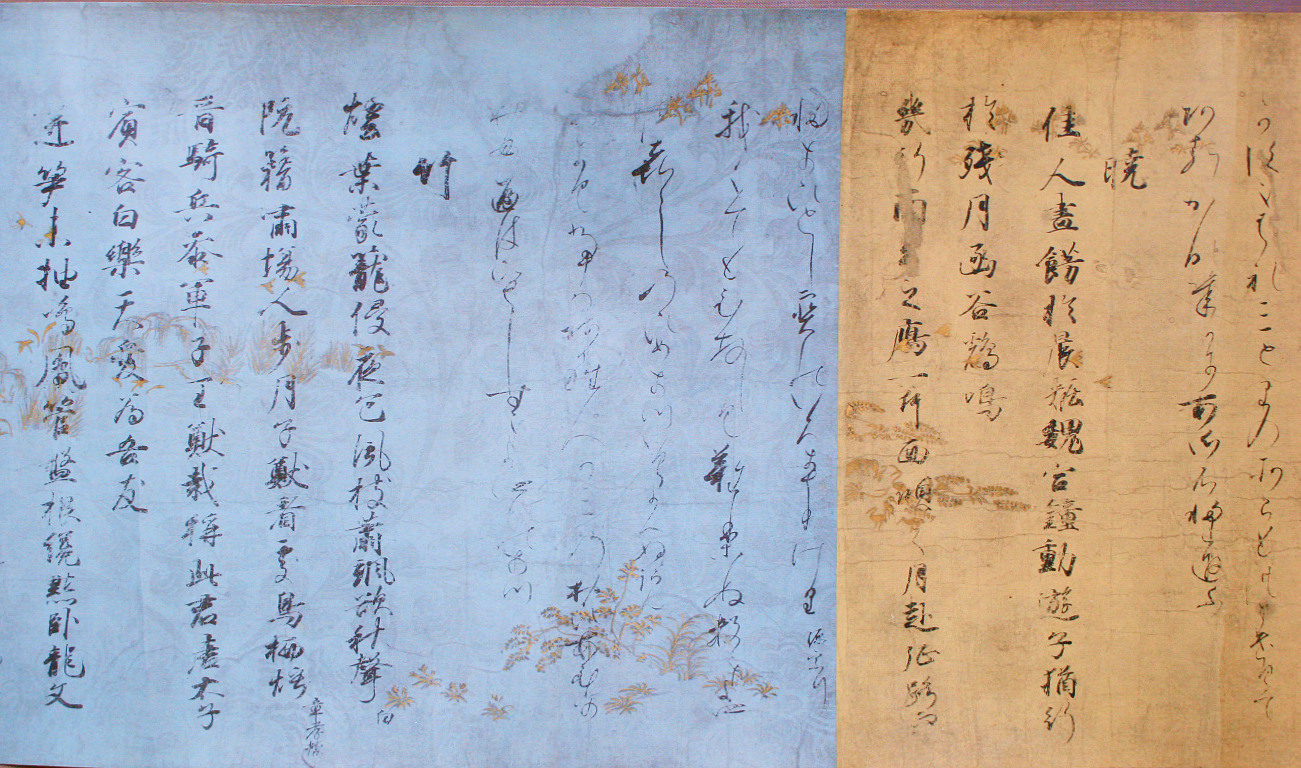
Extrait du récit de Han Yamato

## Source de la traduction
- (en) Cet article est partiellement ou en totalité issu de l’article de Wikipédia en anglais intitulé « Seikadō Bunko Art Museum » (voir la liste des auteurs).